# Yves Peneau
Yves Peneau, né le 17 juin 1920 à Paris et mort le 4 mars 2008 à Champdeniers-Saint-Denis, est un acteur français.

## Biographie
Yves Peneau a principalement été un acteur de seconds rôles, tournant une trentaine de films et téléfilms au cours de sa carrière.

## Filmographie

### Cinéma
- 1946 : Ouvert pour cause d'inventaire
- 1954 : Les hommes ne pensent qu'à ça
- 1957 : Le Mystère de l'atelier quinze : le médecin du travail
- 1960 : La Famille Fenouillard
- 1961 : Le Tracassin ou les Plaisirs de la ville
- 1962 : La Guerre des boutons : le préfet des études
- 1963 : Muriel ou le Temps d'un retour
- 1973 : Les Aventures de Rabbi Jacob
- 1974 : Stavisky : Léon Trotski
- 1977 : La nuit, tous les chats sont gris : l'employé de l'opéra
- 1977 : La Septième Compagnie au clair de lune
- 1978 : On peut le dire sans se fâcher
- 1980 : Mon oncle d'Amérique

### Télévision
- 1960 : La Belle Équipe (1 épisode)
- 1960 : En votre âme et conscience, épisode : Le Crime d'Aïn Fezza de Jean Prat
- 1971 : Père : Arsène
- 1972 : Albert Einstein : Nicolaï
- 1972 : L'Image : le bandagiste
- 1973 : Il viccolo di madama Lucrezia : l'abbé Negroni
- 1974 : Plaies et Bosses : Brian Caher
- 1975 : La Mort d'un guide : Adrien Falavier
- 1975 : Salavin : Lenier
- 1976 : Grand-père viking : le curé
- 1976 : Les Enquêtes du commissaire Maigret (série télévisée) épisode Maigret a peur de Jean Kerchbron : le majordome des Vernoux
- 1976 : Messieurs les jurés : le greffier (1 épisode)
- 1976 : Les Brigades du Tigre, épisode Le cas Valentin de Victor Vicas
- 1977 : Bonsoir chef
- 1978 : Les Procès témoins de leur temps (1 épisode)
- 1978 : Les Brigades du Tigre, épisode Bandes et contrebandes de Victor Vicas
- 1979 : Le Vérificateur : le médecin (1 épisode)
- 1979 : L'Accident : le médecin
- 1979 : Le Jeune Homme vert : Prioré le notaire (6 épisodes)
- 1979 : Miss : le directeur des thermes (1 épisode)
- 1979 : La Vie séparée
- 1980 : L'Âge bête : M. Chatelier
- 1980 : Les Amours du mal-aimé : Sagot
- 1981 : Les Chants de l'aube : le médecin
- 1982 : La Taupe : Dimitri (1 épisode)
- 1982 : Deuil en vingt-quatre heures
- 1983 : Les Nouvelles Brigades du Tigre de Victor Vicas, épisode La fille de l'air de Victor Vicas